# F.C. Knudde

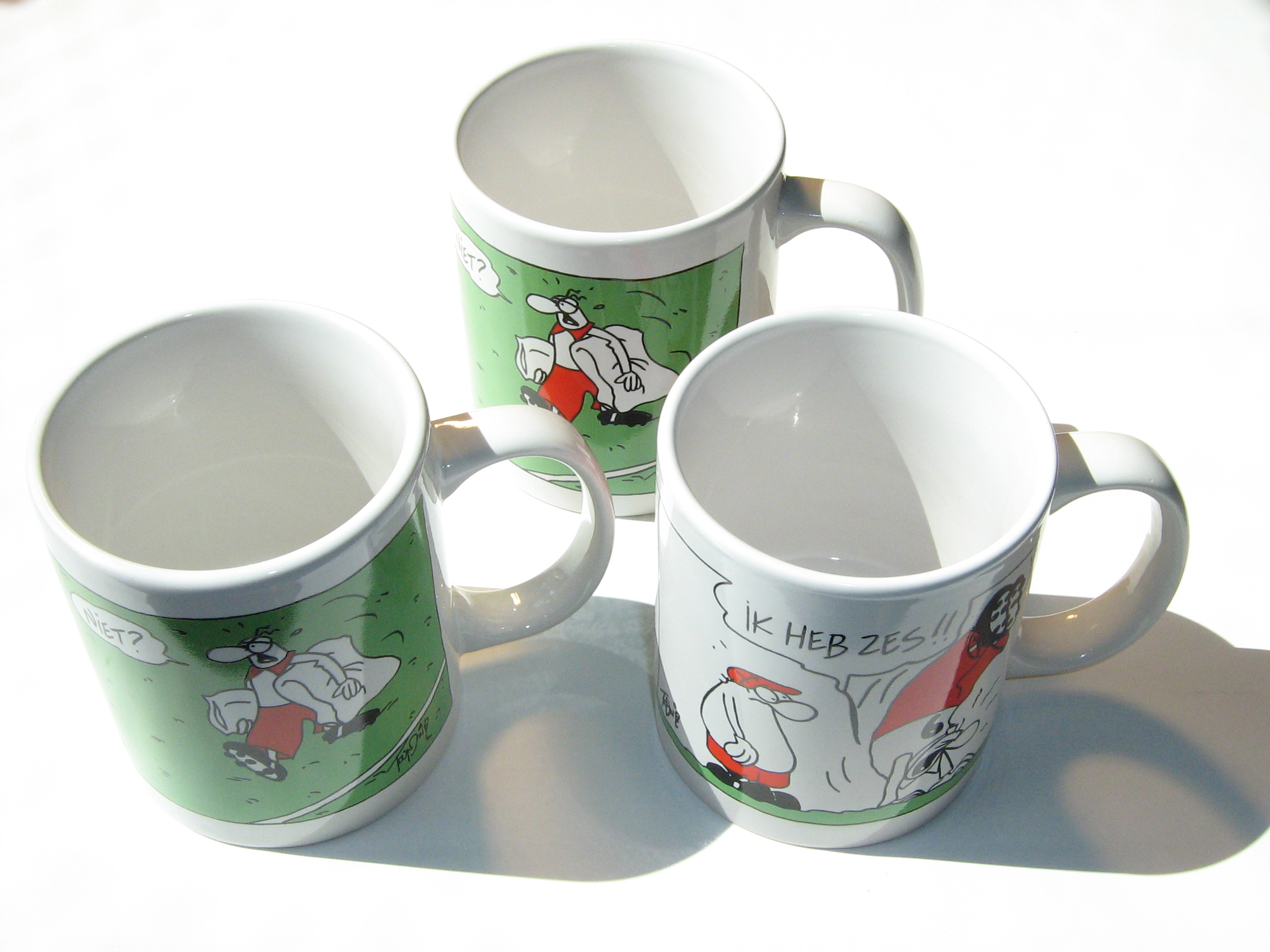
Becher von F.C. Knudde

F.C. Knudde ist eine niederländische Comicserie, die von John le Noble, einem Sportjournalisten/Kolumnisten des AD, und Toon van Driel erfunden wurde. Die Namen der Autoren werden auf der Titelseite als Toon & Joop dargestellt. In den Comics geht es um die Geschehnisse des Fußballvereins F.C. Knudde. Die Hauptcharaktere sind Jaap und Dirk, die in zahlreiche lustige Situationen geraten. Die meisten von diesen finden rund um den Fußballplatz statt. Es werden jedoch gelegentlich auch Ausflüge in andere Sportarten gemacht. Am 17. September 1988 wurde der SV Knudde 88 Giekau gegründet. Der nach der Comicserie benannte Fußballverein spielt derzeit in der Kreisliga Plön in Schleswig-Holstein.

## Geschichte
Ab 1973 erschien der Comic täglich im Sportteil des AD. Wirklich populär wurde der Comic jedoch erst ab September 1975, als er fester Bestandteil des AVRO-Fernsehprogramms AVRO’s Sportpanorama wurde.
Im Jahr 1977 erschien der Comic auch in dem Wochenmagazin Eppo. Die Alben werden durch Verlag De Vrijbuiter herausgegeben. Zurzeit kann man den Comic jeden Tag in Brabants Dagblad und Limburgs Dagblad lesen.
Seit 2008 wird der Comic täglich auf NUsport (sechs Mal pro Woche) veröffentlicht, der Sportseite der Webseite NU.nl.

## Bekannte Aussprachen
Dirk: „Tikkie terug, Jaap!“ (Kurzpass zurück, Jaap!)

## Charaktere

### Die Spieler
- Dirk, Torwart (nicht gerade groß)
- Jaap, Abwehrspieler
- Kees, Vorstopper (saustark, aber sehr sensibel)
- Klaas, Außenverteidiger
- Siegfried Einzweistein, Kapitän
- Ernst Blokhoofd, Mittelfeldspieler
- Wijand Blokhoofd, Mittelfeldspieler
- Juan Jesus Castillo, Stürmer

### Sonstiges
- De trainer Trainer
- Bello, Pfleger (Bernhardiner)
- De voorzitter, Vorsitzende
- Heike Fopma, Sponsor
- Dr. Louis Pastoor, ärztlicher Begleiter (auch Loe genannt)
- Dr. Sigmund Fruit, psychiatrischer Begleiter
- Tante Truus, Kaffeefrau
- Lin Piao, Zeugwart
- Tinus, Platzwart

## Die Alben
Die ältesten Alben waren Tikkie Trug (nicht in Farbe) und F.C. Knudde (fast alles weiß, Hosen rot). Diese wurden aber seinerzeit nicht mehr nachgedruckt.
1. F.C. Knudde thuis (F.C. Knudde zu Hause)
2. Knudde naar Argentinië (Knudde nach Argentinien)
3. Knudde naar IJsland (Knudde nach Island)
4. Zwaar Knudde (Stark Knudde)
5. Knudde naar Frankrijk (Knudde nach Frankreich)
6. Knudde naar Amerika (Knudde nach Amerika)
7. Knudde in Amerika
8. Knudde met een rietje (Knudde mit einem Trinkhalm)
9. Knudde zootje (Knudde-Wust)
10. Smallroom Dancing bij Knudde (Smallroom Dancing bei Knudde)
11. Knudde wat de klok slaat (Knudde, was die Uhr geschlagen hat)
12. Knudde antiek of hoe het begon (Knudde antik oder wie es begann)
13. Hoezo Knudde? (Wieso Knudde?)
14. Knudde met de pet op (Knudde mit der Mütze auf)
15. Een Knudde team (Ein Knudde-Team)
16. Knudde en nog eens Knudde (Knudde und nochmal Knudde)
17. Knudde in Afrika
18. Knudde in Space (Knudde im All)
19. Super Knudde
20. Knudde in mineur (Knudde deprimiert)
21. De jeugd van Jaap en Dirk (Die Jugend von Jaap und Dirk)
22. Knudde slaat terug! (Knudde schlägt zurück!)
23. Alleen maar problemen (Nur Probleme)
24. Een terechte strafschop (Ein berechtigter Elfmeter)
25. Knudde en 't aerobic dansen (Knudde tanzt Aerobic)
26. Knudde naar Moskou (Knudde nach Moskoau)
27. Zoals Knudde thuis tikt (deel 1) (Wie Knudde das zu Hause macht (Teil 1))
28. Zoals Knudde thuis tikt (deel 2) (Wie Knudde das zu Hause macht (Teil 2))
29. Typisch Knudde
30. Knudde knock out!
31. Knudde naar Dallas (Knudde nach Dallas)
32. Knudde in Transsylvanië (Knudde in Transsylvanien)
33. Knudde sport complex (Knudde Sportstätte)
34. Knudde in hogere sferen (Knudde in höheren Sphären)